# Do You Like Worms
A Do You Like Worms Brian Wilson és Van Dyke Parks 1966-ban írt dala, melyet eredetileg a Beach Boys kiadatlan SMiLE albumára szántak. Az 1966 októbere és decembere között rögzített dal részben befejezetlen, bizonyos vokálszekciók hiányoznak, és noha íródott szöveg a verzékhez, az nem került felvételre. A "Do You Like Worms" végleges, hiánytalan változatának megjelenésére 2004-ig kellett várni, amikor Brian Wilson kísérőzenekarával újra rögzítette a teljes SMiLE albumot, befejezett formában, megközelítőleg úgy, ahogyan 1966-ban elképzelte.

## SMiLE(1966)
A "Do You Like Worms", még befejezetlen formájában is az egyik legbizarrabb és legpszichedelikusabb Beach Boys-szám, a "Heroes and Villains" tematikáját folytatja, felidézve az Észak-Amerikát meghódító telepesek utazását a kontinensen keresztül, s összecsapásaikat a bennszülött indiánokkal. A dalt indító "Rock, rock, roll Plymouth Rock roll over" sor kétszeri ismétlése után visszatér a "Heroes and Villains" refrénje, más hangszereléssel, bizarr, kántáló háttérvokálokkal és új szöveggel ("Bicyle Rider, just see what you've done to the Church of the American Indian"). Ezt egy üstdobbal és pedálos Hawaii gitárral kísért pszeudo-Hawaii kántálás követi, majd megismétlődik a "Plymouth Rock" és a "Bicycle Rider" szekció.

## Smiley Smile(1967),The Beach Boys In Concert(1973)
Noha a Smiley Smile LP "Whistle In" című zárószáma ugyanazt az akkordmenetet használja, mint a "Do You Like Worms" Hawaii-szekciója, a SMiLE album más dalaival ellentétben a "Do You Like Worms"-öt a Beach Boys nem vette lemezre a későbbi években, viszont a "Bicycle Rider" szakaszt a hetvenes évek elejétől rendszeresen beleszőtték a "Heroes and Villains"-be koncertjeiken (amint az 1973-as The Beach Boys In Concert albumon is hallható).
A "Do You Like Worms" hosszú ideig csak kalózlemezeken volt elérhető (egyes bootlegeken "Do You Dig Worms?" címmel szerepelt), végül a dal 1966. decemberi félkész mono mixe hivatalosan is megjelent az 1993-as Good Vibrations: Thirty Years Of The Beach Boys box set-en.

## SMiLE(2004)
A dal befejezett formában végül Brian Wilson 2004-es SMiLE CD-jén jelent meg. A "Roll Plymouth Rock"-ra átkeresztelt szám a "Heroes and Villains"-t követi az albumon, a két dalt a "Surf's Up"-ból vett rövid vonószenekari idézet köti össze. A "Roll Plymouth Rock"-ot a "Barnyard" és a "The Old Master Painter/You Are My Sunshine" című rövid darabok fűzik össze a lemez első tételét lezáró epikus "Cabin Essence"-szel.